# سباق باريس روبيه 1928
طواف باريس 1928 هو سباق دراجات هوائية أقيم بتاريخ 8 أبريل، تكون السباق من مرحلة واحدة، وامتدّ لمسافة 260 كم، وبسرعة 33.600 كم/س، استغرق السباق 7 ساعات و44 دقيقة و20 ثانية. فاز به الفرنسي أندريه ليدوك.

## الترتيب
| م                     | الدرّاج       | البلد | الزمن                       |
| --------------------- | ------------ | ----- | --------------------------- |
| الفائز بالترتيب العام | أندريه ليدوك | فرنسا | 7 ساعات و44 دقيقة و20 ثانية |